# 35 Armia (ZSRR)
34 Armia (ros. 35-я армия) – związek operacyjny Armii Czerwonej.
Została sformowana w lipcu 1941 w ramach Frontu Dalekowschodniego na bazie 18 Korpusu Strzeleckiego. Brała udział w operacji charbino-girińskiej. Ochraniała granicę państwową w Kraju Nadmorskim. Od 1 maja 1945 wchodziła w skład Nadmorskiej Grupy Wojsk, przekształconej 5 sierpnia w 1 Front Dalekowschodni.
W 1989 roku wchodziła w skład Dalekowschodniego Okręgu Wojskowego.

## Dowódcy armii
- gen. mjr Władimir Zajcew (lipiec 1941 – czerwiec 1945);
- gen. por. Nikanor Zachwatajew (czerwiec – wrzesień 1945)[1].

## Struktura organizacyjna
Skład pierwotny:
- 35 Dywizja Strzelecka
- 66 Dywizja Strzelecka
- 78 Dywizja Strzeleck
- 109 Rejon Umocniony i inne jednostki piechoty i artylerii.

Skład w 1945:
- 66 Dywizja Strzelecka
- 264 Dywizja Strzelecka
- 363 Dywizja Strzelecka
- 8 Rejon Umocniony;
- 109 Rejon Umocniony i inne jednostki i zgrupowania, w tym pancerne i artyleryjskie.

Skład w 1989:
- 21 Dywizja Pancerna
- 67 Dywizja Zmechanizowana
- 192 Dywizja Zmechanizowana
- 262 Dywizja Zmechanizowana
- 265 Dywizja Zmechanizowana
- 266 Dywizja Zmechanizowana
- 153 Brygada Rakiet Operacyjno-Taktycznych
- 71 Brygada Rakiet Przeciwlotniczych
- 43 Brygada Zaopatrzenia
- 49 pułk czołgów
- 364 pułk śmigłowców bojowych
- 156 pułk radiotechniczny
- 161 pułk łączności
- pułk pontonowo-mostowy